# Brockhausvilla

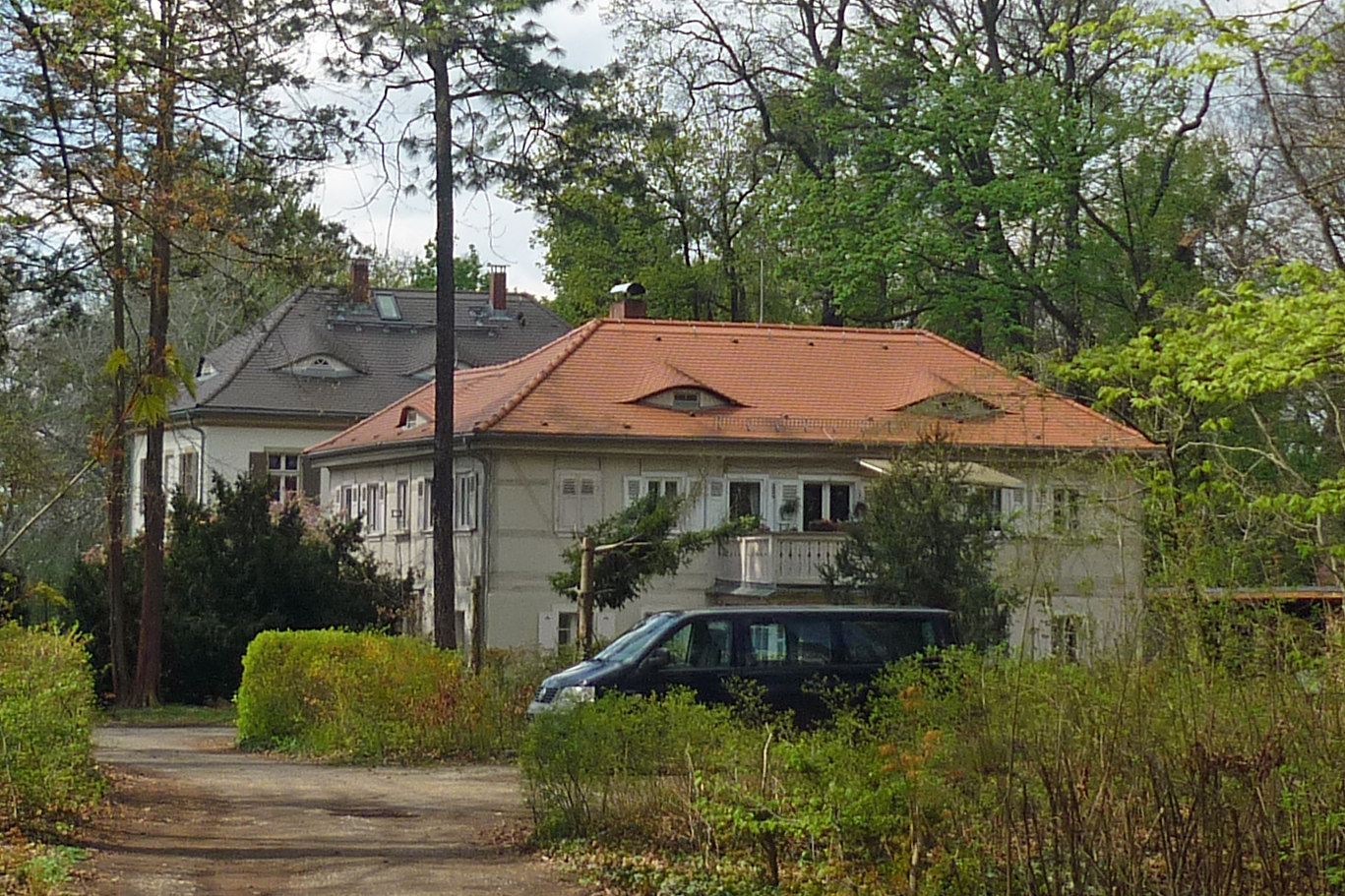
Brockhausvilla (im Vordergrund) und Gästehaus in Dresden-Loschwitz

Die Brockhausvilla in Dresden, Brockhausstraße 2/4 im Stadtteil Loschwitz, besteht aus zwei villenartigen Wohngebäuden, die sich im ebenfalls denkmalgeschützten Brockhauspark befinden und unter Denkmalschutz (ID-Nr. 09211456) stehen.

## Geschichte

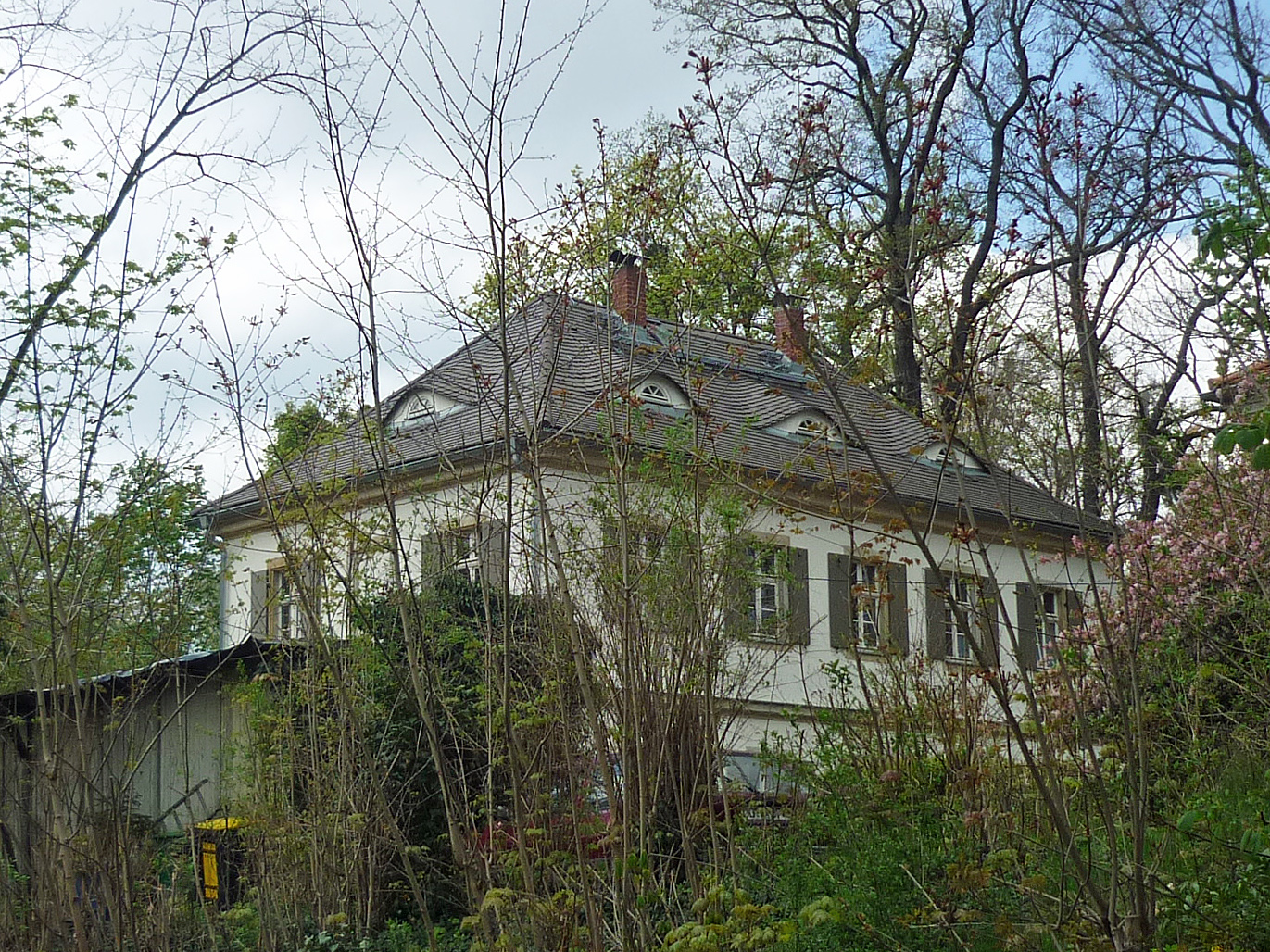
Ehemaliges Gästehaus der Brockhausvilla

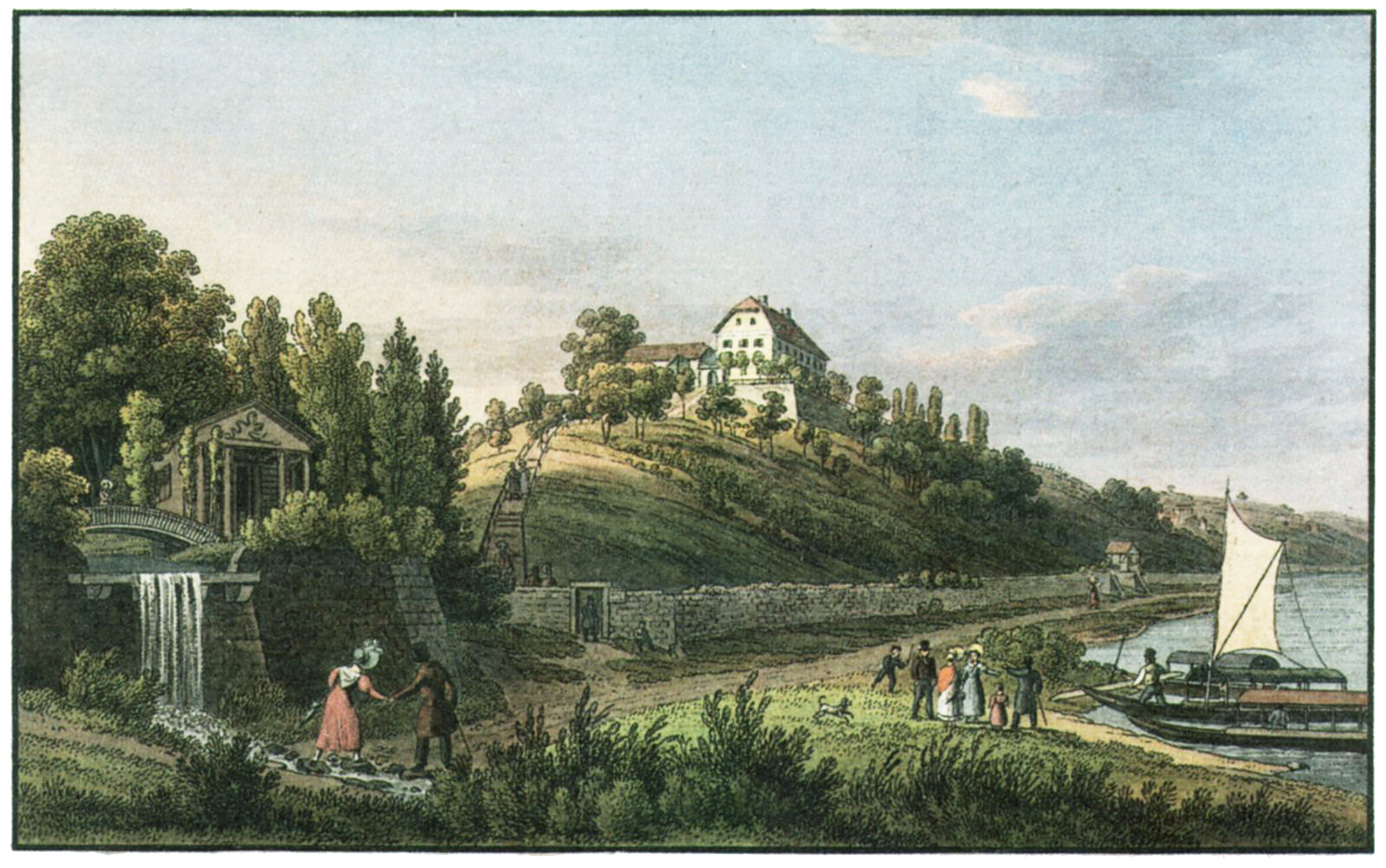
Blick vom Körnerweg zum Brockhauspark (links) mit Gartenpavillon und Äskulap-Symbol im Giebel und Restaurant Saloppe (rechts)

Das Areal des heutigen Brockhausparks erstreckt sich von der Einmündung des Eisenbornbachs bis zur Bautzner Straße und wird vom Eisenbornbach durchflossen. Um 1800 gehörte es zu den Besitzungen des Lord James Findlater (1750–1811) und wurde nach dessen Erben Johann Georg Fischer (1773–1860) auch als „Fischers Weinberg“ bezeichnet. Über die Familie des Dresdner Kaufmanns Friedrich Wilhelm Schaff († 1817) gelangte es an dessen Schwiegersohn, den Freimaurer und Schriftsteller Theodor Winkler (Pseudonym: Theodor Hell; 1775–1856), der hier um 1836 ein Landhaus mit zugehörigem Nebengebäude errichten ließ. Im Park am Körnerweg befand sich außerdem ein hölzerner Gartenpavillon mit einem Äskulap-Symbol im Giebel. Der Komponist Richard Wagner (1813–1883) war hier öfters zu Gast, auch später als Schwager der Familie Brockhaus.
Im Jahr 1847 kaufte Heinrich Brockhaus (1804–1874), der Sohn des Verlagsgründers Friedrich Arnold Brockhaus (1772–1823), das gesamte Grundstück, das bis 1945 im Familienbesitz blieb. Dessen Sohn, der Orientalist Heinrich Eduard Brockhaus (1829–1914) ließ das Areal in einen Landschaftspark mit Plastiken, Bänken und Brunnen im Stil der Romantik umgestalten und 1880 das Nebengebäude zur Sommervilla (Gästehaus) umbauen. Im Jahr 1884 wurde außerdem eine Gärtnerei eingerichtet.
Die weiteren Besitzer der Anlage waren deren Nachkommen: Ab 1915 der Leipziger Verlagsbuchhändler Albert Eduard Brockhaus (1855–1921) und ab 1922 dessen Sohn Hans Albert Brockhaus (1888–1965). Nach 1945 wurde das Brockhaus-Anwesen enteignet bzw. unter Verwaltung gestellt. Die Gebäude wurden bis 1989 vom Ministerium für Staatssicherheit genutzt, der Park verfiel und die Reste des hölzernen Gartenpavillons wurden in den 1970er Jahren abgetragen. Nach 1990 erfolgte eine Rückübertragung des Grundstücks an die Erbengemeinschaft, die es 1994 verkaufte. Zurzeit nutzte der Gäa e. V. die Gebäude. Eine Wiederherstellung des Parks ist vorgesehen. Ein Stich von Johann Carl August Richter (1785–1853) zeigt das Aussehen des Geländes in der Zeit um 1850 mit Blick vom Körnerweg auf den Pavillon, den Eisenbornbach und die benachbarte Gastwirtschaft „Saloppe“.

## Bauten
Die derzeitige Villa (Brockhausstr. 2) über U-förmigem Grundriss entstand um 1848 durch Umbau des alten Landhauses und war die Wohnstätte des Leipziger Verlegers Heinrich Brockhaus. Das Nebengebäude (ehemaliges Gartenhaus) wurde 1880 zu einer Sommervilla (Brockhausstr. 4) umgebaut, die als Gästehaus diente. Brockhausvilla und Brockhauspark stehen unter Denkmalschutz, einschließlich der Torsäulen, der Pergola-Gestaltung, der Stützmauer an der Elbseite und der Sandsteineinfassung des Eisenbornbaches sowie der parkartigen Gartenanlage und Einfriedung. Das gesamte Areal wird laut Denkmaltext als baugeschichtlich und personengeschichtlich, künstlerisch sowie landschaftsgestalterisch bedeutend eingeschätzt.
Achtung! Eine weitere Brockhausvilla gibt es in Dresden-Pillnitz, Dresdner Straße 66.  Die Villa, errichtet um 1885, war der Wohnsitz der Meißner Bischöfe, zuvor ein Landgut der Familie Brockhaus. Sie steht ebenfalls unter Denkmalschutz (ID-Nr. 09211537).